# Giuseppe Mazzuoli

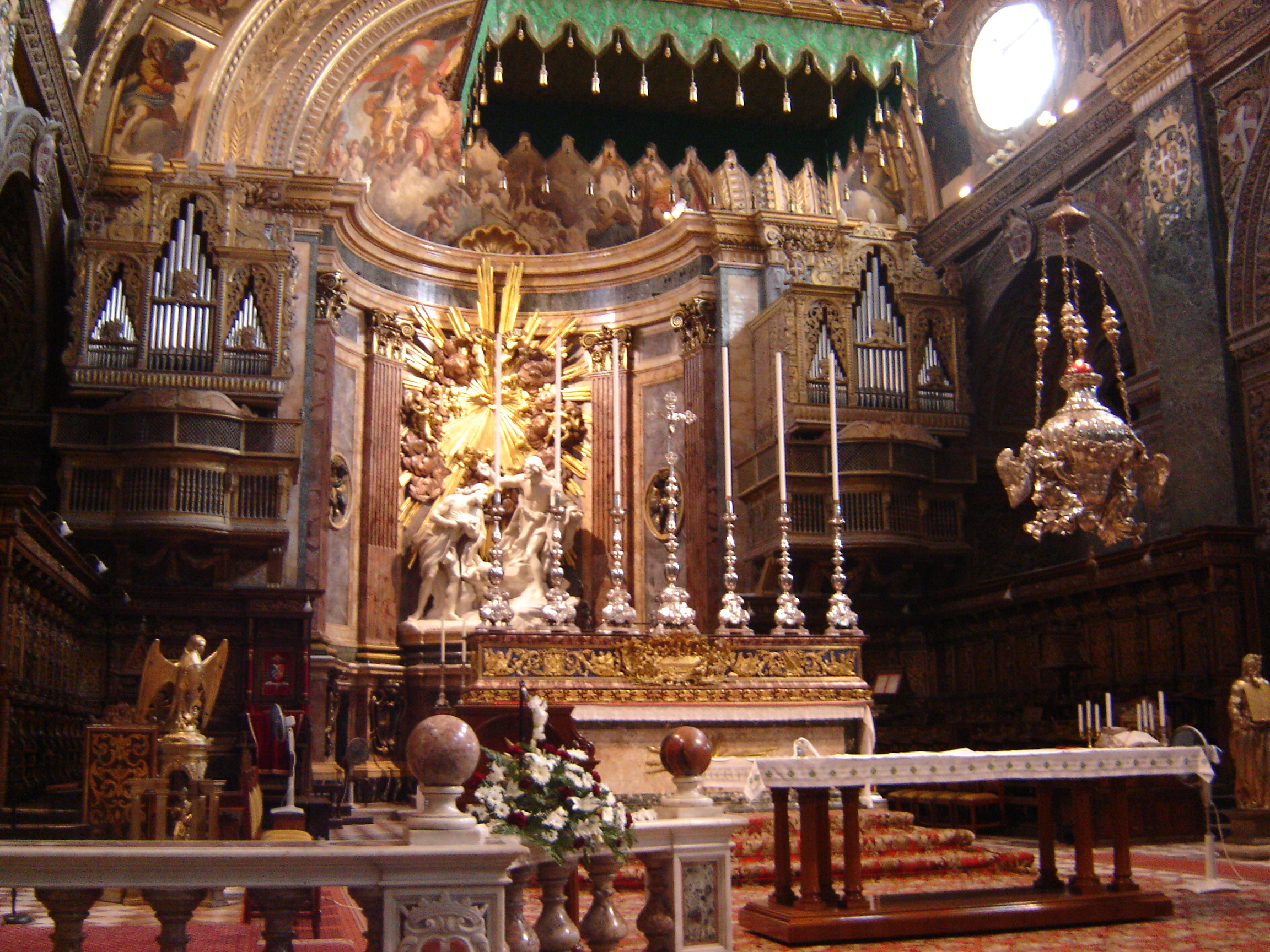
Battesimo di Gesù, Concattedrale di San Giovanni, La Valletta.

Giuseppe Mazzuoli, detto il Vecchio (Volterra, 5 gennaio 1644 – Roma, 7 marzo 1725), è stato uno scultore italiano.

## Biografia

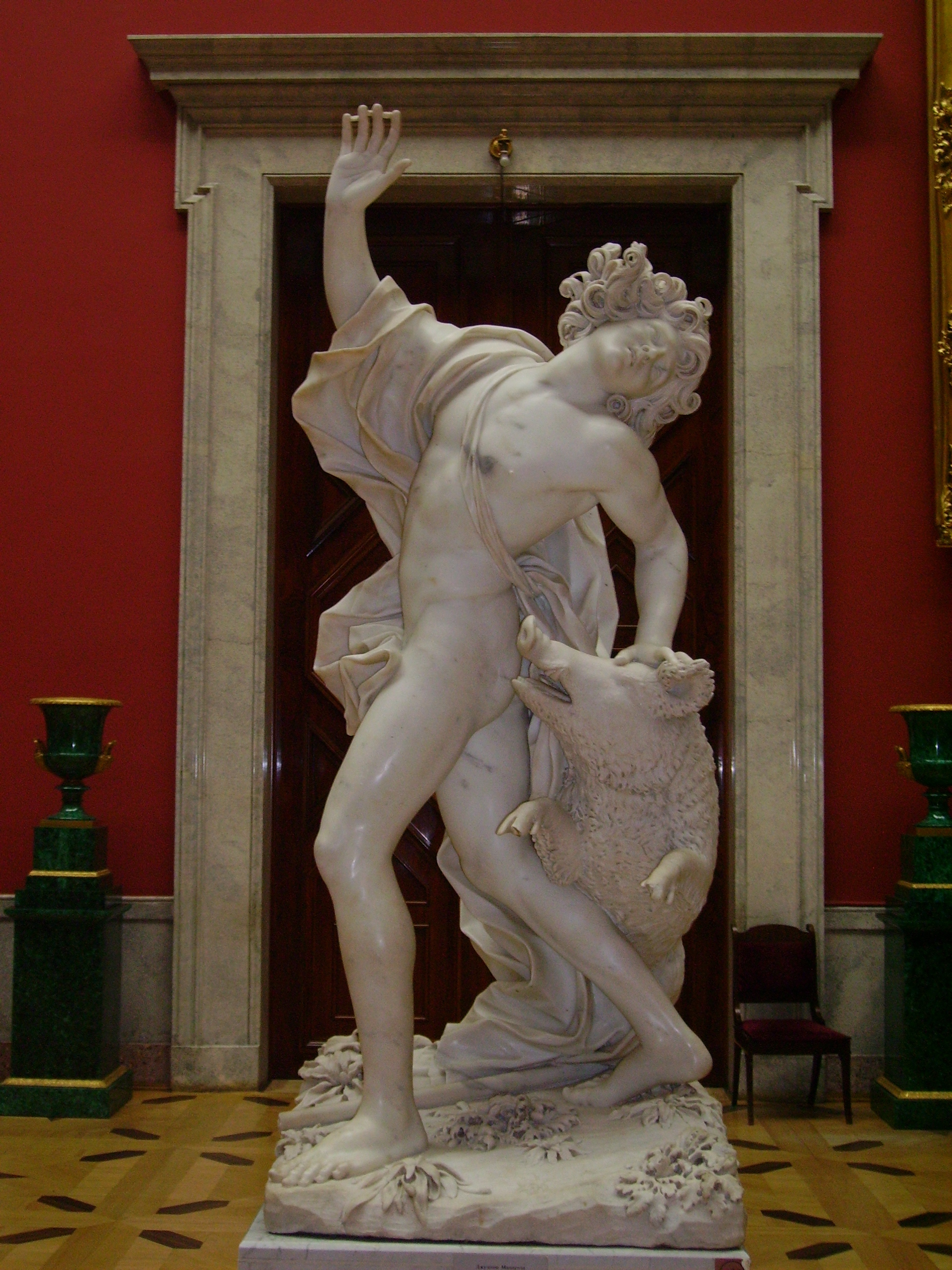
Morte di Adone, Museo del Hermitage, San Pietroburgo.

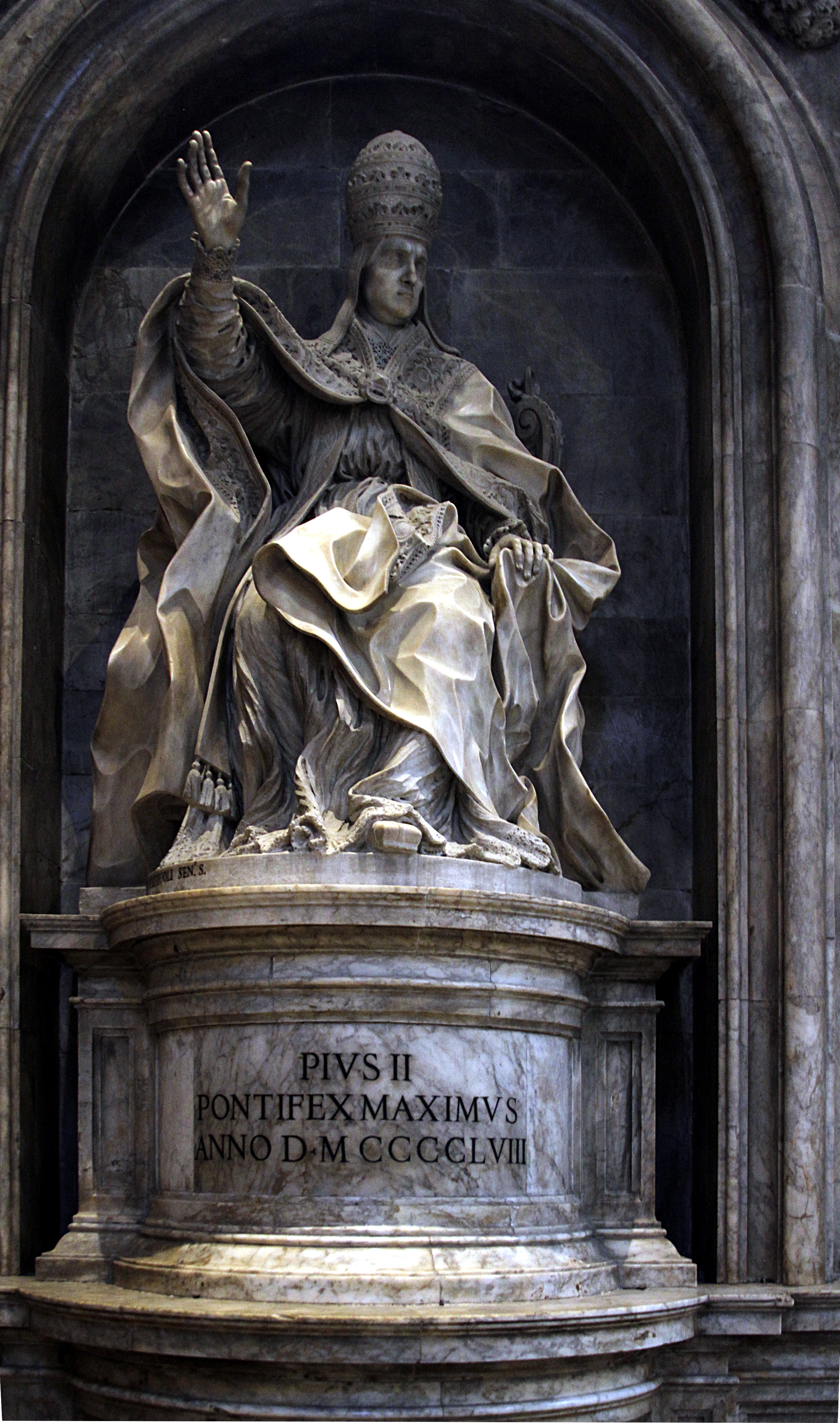
Papa Pio II, cattedrale metropolitana di Santa Maria Assunta, Siena.

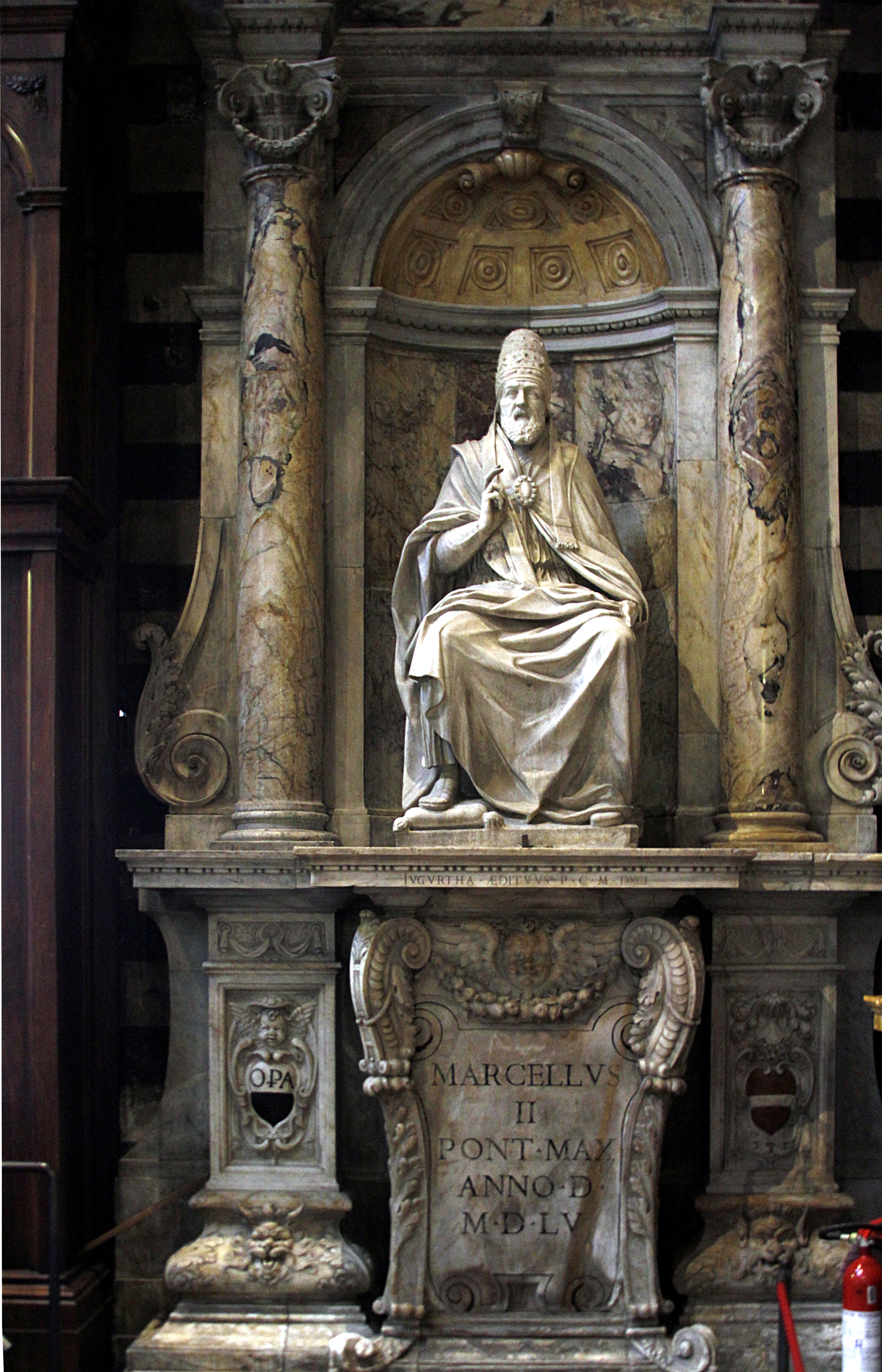
Papa Marcello II, cattedrale metropolitana di Santa Maria Assunta, Siena.

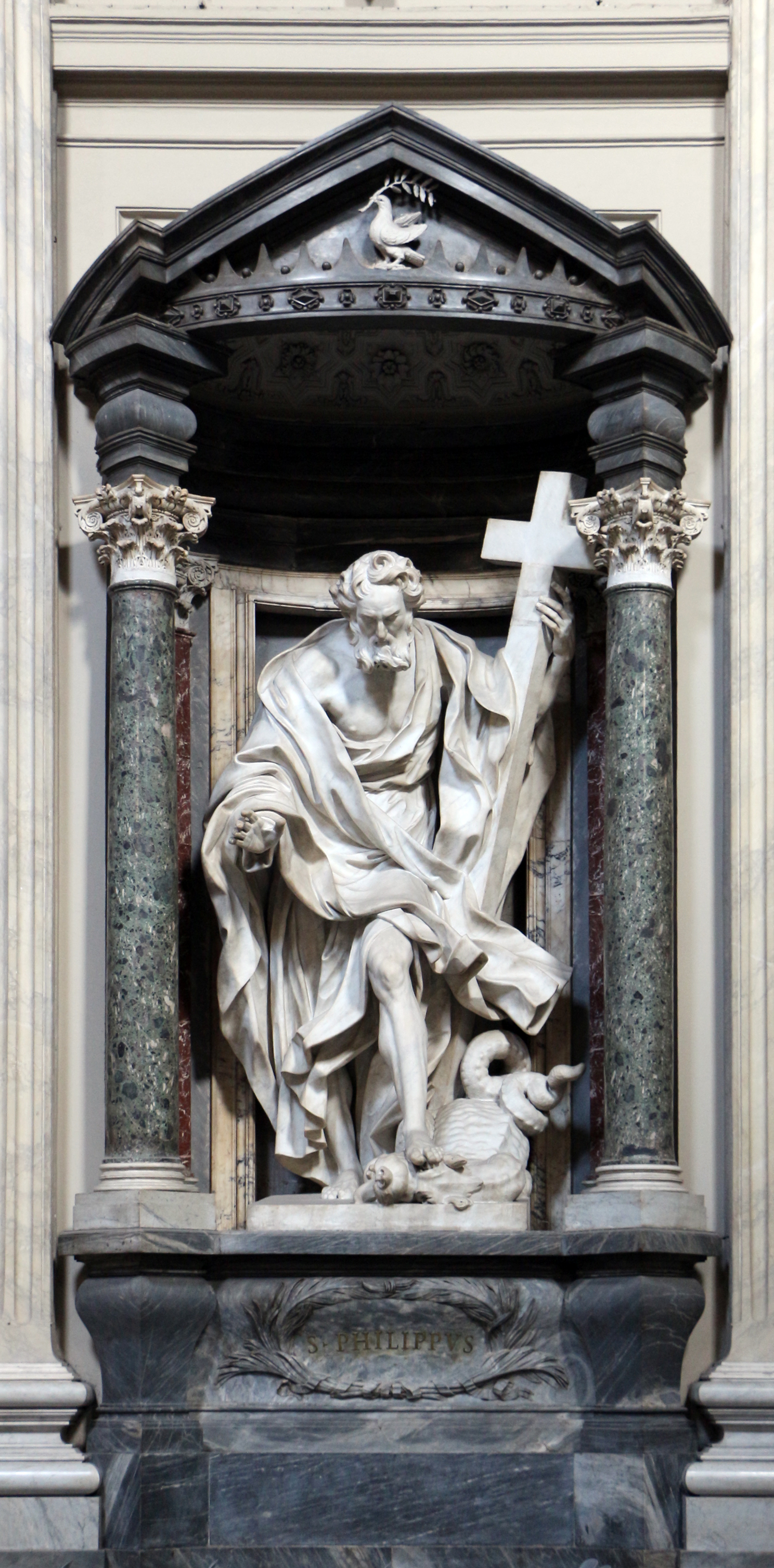
San Filippo Apostolo, Basilica di San Giovanni in Laterano, Roma.

Autore della Carità per la tomba di papa Alessandro VII, negli ultimi anni mostrò una notevole tendenza classicista. 
Membro dell'Accademia dei Virtuosi al Pantheon (1675) e dell'Accademia nazionale di San Luca (1679).

## Opere
- 1667, Cristo morto, manufatto marmoreo documentato nella chiesa di Santa Caterina a Magnanapoli di Roma.
- 1671, Cristo morto, manufatto marmoreo documentato nella chiesa di Santa Maria della Scala di Siena.
- XVII secolo, Cristo risorto e Angeli adoranti, bassorilievo marmoreo, opera custodita nella chiesa di Sant'Agostino di Siena.
- 1673 - 1675, Carità, manufatto marmoreo raffigurante allegoria, opera decorativa della tomba di Papa Alessandro VII, basilica di San Pietro in Vaticano di Roma.[1]
- 1675 - 1676, Busto, manufatto marmoreo raffigurante il cardinal Giulio Gabrielli, opera custodita nel museo di Palazzo Braschi di Roma.
- 1675 - 1685, San Giuseppe, manufatto marmoreo, opera custodita presso il David Owsley Museum of Art Ball State University di Muncie.
- 1677, Ercole e apparato statuario, manufatti marmorei di Villa Chigi di Roma.
- 1677 - 1679, San Giovanni Battista e San Giovanni Evangelista, manufatti marmorei presenti sull'altare maggiore della chiesa di Gesù e Maria al Corso di Roma.[2]
- 1678c., Statua, manufatto marmoreo raffigurante San Tommaso di Villanova, opera custodita nella chiesa di San Martino di Siena.
- 1678, Immacolata Concezione, statua marmorea inserita nel ciborio e angeli realizzati con la collaborazione dei fratelli Francesco, Giovanni Antonio e Agostino Mazzuoli, presenti nella chiesa di San Martino di Siena.[3]
- 1680, Busti, manufatti marmorei raffiguranti Fausto Poli e Gaudenzio Poli, opere custodite nella sacrestia della basilica di San Crisogono in Trastevere di Roma.[4]
- 1681, Apostoli, statue marmoree, opere documentate nella cattedrale metropolitana di Santa Maria Assunta di Siena.[5]
- 1681, San Filippo, San Matteo e Apostoli, manufatti marmorei già documentati nel duomo di Siena, trasferiti e custoditi nel Brompton Oratory, South Kensington, Londra.
  - Il Cristo e la Vergine Maria sono stati rimossi e perduti. Attualmente rappresentati con modelli in terracotta[6]
- 1684, Clemenza, figura marmorea allegorica delle tomba di Papa Clemente X, opera presente nella basilica di San Pietro in Vaticano di Roma.[7]
- 1694, Busti, manufatti marmorei raffiguranti Giovanni e Urania Sansedoni, opere custodite nella Cappella del Beato Ambrogio del Palazzo Sansedoni di Siena.[8]
- 1694, Statue, manufatti marmorei raffiguranti la Beata Vergine, San Giovanni Battista, San Giovanni Evangelista, Cosimo III, opere custodite nella Cappella del Beato Ambrogio del Palazzo Sansedoni di Siena.[8]
- 1694, Bassorilievo, manufatto in stucco già documentato nella chiesa di Santa Petronilla, opera documentata nel cattedrale metropolitana di Santa Maria Assunta di Siena.[9]
- 1695, Pio II, manufatto marmoreo, opera custodita nella cattedrale metropolitana di Santa Maria Assunta di Siena.[9]
- 1700, Educazione della Vergine, manufatto marmoreo, opera custodita nel Museum of Art di Cleveland.[10]
- 1700 - 1703, Battesimo di Cristo, manufatto marmoreo, opera presente sull'altare maggiore della concattedrale di San Giovanni di La Valletta.
- 1700, Innocenzo XII, busto marmoreo, opera ospitata in una nicchia del coro della basilica di Santa Cecilia in Trastevere di Roma.[11]
- 1703, Clemente XI, busto marmoreo, opera presente nell'abside della basilica di Santa Cecilia in Trastevere di Roma.
- 1703 - 1712, San Filippo, statua marmorea, opera custodita nella basilica di San Giovanni in Laterano di Roma.[12]
  - Una copia ridotta, probabilmente eseguita per l'arcivescovo di Würzburg che finanziò la scultura del Laterano è custodita nel Germanisches Nationalmuseum di Norimberga.[13]
- 1705 - 1715, Nereide, statua marmorea identificata in Teti, attribuzione, opera custodita nella National Gallery of Art di Washington.
- 1709, Morte di Adone, manufatto marmoreo, opera custodita nel museo del Hermitage di San Pietroburgo.
- 1710 - 1715, Il trionfo della Carità sull'Avarizia, manufatto marmoreo, opera custodita nel museo del Hermitage di San Pietroburgo.
  - Una copia in bronzo è presente nella collezione dell'University Art Museums di Harvard.
- 1710 - 1725, Diana e Endimione, manufatti marmorei custoditi nell'Institute of Arts di Detroit.
- 1713, Morte di Cleopatra, manufatto marmoreo, opera custodita nel Philadelphia Museum of Art di Filadelfia.
- 1713 - 1714, Virtù, busti in medaglioni marmorei, opere presenti nella Cappella Rospigliosi Pallavicini della chiesa di San Francesco a Ripa di Roma.[14][15]
- 1713, Morte di Cleopatra, opera documentata nella Pinacoteca nazionale di Siena.
  - 1723, una versione marmorea del gruppo è custodita nell'Ospedale Coloniale di Lisbona[16]
  - XVIII secolo, un modello in terracotta è custodito nel Philadelphia Museum of Art di Filadelfia.[17]
- 1720c., Allegorie, manufatti marmorei a decorazione del mausoleo di Ramon Perellos y Roccaful, opere presenti nella concattedrale di San Giovanni di La Valletta.
  - 1720, Carità, modello della figura allegorica è custodito nel Museo del Louvre di Parigi.
- 1722c., Cenotafio, ornati e decorazioni marmoree del monumento commemorativo il gran maestro Marc'Antonio Zondadari, opera custodita nella cattedrale metropolitana di Santa Maria Assunta di Siena.[18]
- 1722c., Pietà, gruppo marmoreo, opera documentata sotto la mensa di un altarino della Libreria Piccolomini nella cattedrale metropolitana di Santa Maria Assunta di Siena.[19]
- 1723, Carità, manufatto marmoreo, opera presente nella cappella del palazzo del Monte di Pietà di Roma.[20]
- 1724-1725 Busti di papa Benedetto XIII, Santa Maria sopra Minerva e Museo nazionale del Palazzo di Venezia[21]
- XVIII secolo, Angeli, statue marmoree, attribuzione, opere presenti nella chiesa di Santa Maria in Campitelli di Roma.[22]
- XVIII secolo, Santa Cecilia tra le fiamme e Martirio di Santa Emerenziana, manufatti marmorei, altari della chiesa di Sant'Agnese in Agone di Roma.
- Un numero di modelli in terracotta in custodia degli eredi è stata donata all'Istituto di Belle Arti di Siena nel 1767 da Giuseppe Maria Mazzuoli.[23]